# Kyle Ebecilio
Kyle Ebecilio (Rotterdam, 17 febbraio 1994) è un calciatore olandese, centrocampista del Kruisland.

## Carriera

### Club
Nel 2013 passa al Twente con cui debutta in Eredivisie.
L'8 Gennaio 2016, Ebecilio ritorna al Twente dopo il prestito al Nottingham Forest.

### Nazionale
Con l'Under 17 olandese ha vinto l'Europeo nel 2011 laureandosi capocannoniere con 3 gol a pari merito con altri tre giocatori.
Il 5 settembre 2013 ha esordito in Nazionale Under-21 nella partita di qualificazione agli Europei di categoria vinta per 4-0 sulla Scozia.

## Palmarès

### Nazionale
- Campionato d'Europa Under-17: 1

Serbia 2011

### Individuale
- Capocannoniere del Campionato europeo Under-17: 1

2011 (3 gol)
- Miglior giocatore del Campionato europeo Under-17: 1

2011